# Ханс Хатебур
Ханс Хатебур (на нидерландски: Hans Hateboer) е нидерландски футболист, който играе на поста десен бек за френския Рен.

## Клубна кариера

### ФК Гронинген
Хатебур дебютира в професионалния футбол на 18 януари 2014 г., когато с тима на ФК Гронинген се изправя срещу РКК Валвейк. По време на мача, той прави асистенция и получава червен картон. Хатебур подписва договор на 19 февруари 2014 г. за период от три години, който влиза в сила със задна дата от 1 февруари 2014 г. Във финалния мач от плейофите, които дават право на участие в Лига Европа, Хатебур вкара решаващ гол срещу АЗ Алкмар. В сезон 2013/14 Ханс Хатебур се установява като основа фигура в стартовия състав на Гронинген. През сезон 2014/15 той и „зелено-бялата армия“ печелят Купата на Нидерландия.

### Аталанта
Хатебур подписва договор с Аталанта Бергамо през януари 2017 г., шести в класирането на Серия А по това време. Той дебютира на 19 март 2017 г. в мач от местната лига, спечелен с 3:0 срещу Пескара. През сезон 2017/18 той обикновено е в стартовия състав и играе с отбора си в Лига Европа. Следващият сезон (2018/19) се превърна в успешен сезон за Хатебур, тъй като той изиграва всички мачове и вкара пет гола в Серия А, а това същевременно с това е сезонът е успешен и за Аталанта. Клубът финишира трети и се класира за първи път в историята си за Шампионска лига. Хатебур прави своя дебют в надпреварата през сезон 2019/20.

## Клубна статистика
| Сезон   | Клуб         | Първенство | Първенство | Първенство | Купа   | Купа   | Европейски турнири | Европейски турнири | Плейофи | Плейофи | Общо   | Общо   |
| Сезон   | Клуб         | Първенство | Мачове     | Голове     | Мачове | Голове | Мачове             | Голове             | Мачове  | Голове  | Мачове | Голове |
| ------- | ------------ | ---------- | ---------- | ---------- | ------ | ------ | ------------------ | ------------------ | ------- | ------- | ------ | ------ |
| 2013/14 | ФК Гронинген | Ередивиси  | 14         | 0          | 0      | 0      | —                  | —                  | 4       | 1       | 18     | 1      |
| 2014/15 | ФК Гронинген | Ередивиси  | 23         | 0          | 5      | 1      | 2                  | 0                  | 0       | 0       | 30     | 1      |
| 2015/16 | ФК Гронинген | Ередивиси  | 31         | 1          | 2      | 0      | 6                  | 0                  | 2       | 1       | 41     | 2      |
| 2016/17 | ФК Гронинген | Ередивиси  | 19         | 1          | 2      | 1      | —                  | —                  | 0       | 0       | 21     | 2      |
| 2016/17 | Аталанта     | Серия А    | 6          | 0          | 0      | 0      | —                  | —                  | 0       | 0       | 6      | 0      |
| 2017/18 | Аталанта     | Серия А    | 33         | 0          | 2      | 0      | 8                  | 0                  | 0       | 0       | 43     | 0      |
| 2018/19 | Аталанта     | Серия А    | 35         | 5          | 4      | 0      | 4                  | 1                  | 0       | 0       | 43     | 6      |
| 2019/20 | Аталанта     | Серия А    | 13         | 0          | 0      | 0      | 6                  | 0                  | 0       | 0       | 19     | 0      |
| Общо    | Общо         | Общо       | 174        | 7          | 15     | 2      | 26                 | 1                  | 6       | 2       | 221    | 12     |

Актуално към 12 декември 2019 г.

## Национален отбор
Ханс Хатебур е бил част от Националния отбор на Нидерландия до 20 години и този до 21 години. Той дебютира за мъжкия национален отбор на Нидерландия на 23 март 2018 г. в домакински мач срещу Англия, загубен с 0:1. Влиза като смяна на Ваут Вегхорст. Това е и първият мач на националния отбор, воден от треньора Роналд Куман. През същата година изиграва още два приятелски мача. Следва година, в която той или не е включен в селекцията, или е включен, но не изиграва и минута. Той е една от многото алтернативи на позицията десен бек в състава на Нидерландия.
| Международните мачове на Ханс Хатебур за Нидерландия | Международните мачове на Ханс Хатебур за Нидерландия | Международните мачове на Ханс Хатебур за Нидерландия | Международните мачове на Ханс Хатебур за Нидерландия | Международните мачове на Ханс Хатебур за Нидерландия | Международните мачове на Ханс Хатебур за Нидерландия |
| №                                                    | Дата                                                 | Мачове                                               | Резултат                                             | Повод                                                | Голове                                               |
| ---------------------------------------------------- | ---------------------------------------------------- | ---------------------------------------------------- | ---------------------------------------------------- | ---------------------------------------------------- | ---------------------------------------------------- |
|                                                      |                                                      |                                                      |                                                      |                                                      |                                                      |
| Като футболист на Аталанта                           |                                                      |                                                      |                                                      |                                                      |                                                      |
| 1.                                                   | 23 март 2018                                         | Нидерландия – Англия                                 | 0 – 1                                                | Приятелска среща                                     |                                                      |
| 2.                                                   | 4 юни 2018                                           | Италия – Нидерландия                                 | 1 – 1                                                | Приятелска среща                                     |                                                      |
| 3.                                                   | 16 октомври 2018                                     | Белгия – Нидерландия                                 | 1 – 1                                                | Приятелска среща                                     |                                                      |

## Трофеи
ФК Гронинген
| Надпревара          | Брой | Години  |
| ------------------- | ---- | ------- |
| Купа на Нидерландия | 1x   | 2014/15 |